# Brindisien
Le brindisien (brinnisinu en brindisien, brindisino en italien) est un dialecte parlé à Brindisi et dans beaucoup de communes limitrophes, avec des différences minimes entre les différentes communes, la racine restant identique. Il constitue la variante septentrionale du salentin.
Aujourd'hui, le brindisien est encore parlé quotidiennement, bien que son utilisation soit limitée à des contextes informels et soit principalement orale. Il existe des exemples d'utilisations littéraires complètes avec des concours (principalement de poésie) et des représentations théâtrales.

## Diffusion territoriale
| Province de Brindisi | Province de Tarente |
| --- | --- |
| - Brindisi (Brinnisi ou Brindisi), - Carovigno (Carvigni ou Carvignu) - Erchie (Erchi) - Francavilla Fontana (Francaidda o Francavidda), - Latiano (Latianu), - Mesagne (Misciagni ou Misagni), - Oria (Oria), - San Vito dei Normanni (Santu Vitu), - Torre Santa Susanna (Torri), | - Avetrana (Aitrana ou Avitrana), - Carosino (Carusinu) - Faggiano (Faggianu), - Fragagnano (Fragnanu ou Fracagnanu), - Grottaglie (li Vurtagghje ou Crottagli). - Lizzano (Lizzanu), - Mandurie (Manduria ou Manturia), - Maruggio (Maruggiu), - Monteiasi (Muntiasi) - Monteparano (Muntiparanu) - Pulsano (Puzanu ou Pusanu) - Roccaforzata (La Rocca) - San Giorgio Ionico (San Giorgiu ou San Giorgi) - San Marzano di San Giuseppe (Sammarzanu), - Sava (Sava), - Torricella (Turricedda ou Turiscedda), |

Le brindisien, en outre, influence certains dialectes du nord de la province de Lecce et du sud de la province de Brindisi.
On notera que le dialecte d'Ostuni représente un idiome de transition apulu-salentin car il présente une forte influence du salentin brindisien - dans la candence, le vocabulaire et les articles maculins singuliers et pluriels (lu et li), mais aussi du dialecte de Bari (barese) et dans une moindre mesure, du tarentin.

## Caractères phonétiques dialectaux
Pour faciliter la lecture du dialecten pour l'écriture on utilise divers caractères phonétiques :
- j = le j, quand il est suivi d'une voyelle, se lit comme "i" et n'est jamais accentué, par exemple jaddina (poule); jàbbu (meraviglia, beffa); jattu (chat).
- ẓ = est un z prononcé fortement, également comme alternative pour le double "z" initial, par exemple:  zzicari ẓiccari (prendre), zzippu ẓippu (brindille).
- ŝ = indique la prononciation traînante du couple sc pour la distinguer de la prononciation sèche du même couple, le plus souvent la prononciation différente comportant une autre signification, par exemple: ŝcamari, qui veut dire "rappeler" (littéralement, mais plus communément utilisé pour dire "miauler"), qui donne ŝcama à la 3e personne de l'indicatif ("miaule", la jàtta ŝcama "la chatte miaule"), allore que scamari, avec la prononciation sèche, correspond a "écailler" le poisson et scama est l'"écaille"; un autre exemple est mbiŝcari ("mélanger"), allora que mbiscari avec la prononciation sèche, signifie "coller".

## Différence des autres variantes salentines
Le brindisien se différencie du salentin central et du salentin meridional, en outre de la prononciation différente de certains mots, par une caractéristique de transformer le "e" final des mots en "i". Par exemple:
- La mer est lu mare en salentin standard (?) et lu mari en brindisien. Il melone devient lu milune en salentin centro-méridional et lu muloni en brindisien.

Le double ll en italien, correspond à dd en brindisien. Par exemple:
- Le cheval est lu cavaḍḍu en salentin centro-méridionale et lu cavaddu en brindisien.
- Pour "beau", on dira beddu'.

## Différences internes
Le dialecte brindisien, étant parlé sur une vaste zone, varie en pratique de village en village. On ne peut pas parler à proprement parler de différences importantes, davantage d'accents divers.
Ainsi à Mandurie le "manger" se dit manciàri comme à San Vito dei Normanni, même si ces villes sont éloignées, alors que dans les communes proches de Maruggio, Avetrana ou Lizzano on dira mangiàri comme à Brindisi, à quelques kilomètres de San Vito dei Normanni.
Le mot "celui" se dit soit curu, quiru, cuddu ou quiddu.
Le mot œuf à Brindisi est ovu, mais dans la zone d'influence du dialecte leccese (comme à Mandurie), il peut devenir ueu, ou "Uevu".
Le v intervocalique en italien tend à tomber en brindisien : le mot "uva" ("œuf") peut passer de 'ua en dialecte de Mandurie, Avetrana, Sava, Lizzano, uva à Maruggio ; le verbe 'pleuvoir' (piovere) se dit chjòiri dans certains endroits tels que Mandurie et Avetrana mais chjòviri dans d'autres, comme Maruggio et Brindisi.
Une différence importante est à noter : dans la province de Brindisi certains mots contiennent le son gghji, qui est devenu ji dans la partie méridionale de la Province de Tarente. Par exemple :
- pìgghja lu pani dans le brindisien et certaines zones de la province de Tarente comme Lizzano ou Pulsano
- pìja lu pani dans la majeure partie de la province de Tarente.

De plus des sons a du brindisien deviennent o dans la province de Tarente. Par exemple: 
- quedd'atra o quer'atra dans la province de Brindisi
- quedd'autra / quedd'otra ou quer'otra en brindisien la province Tarente.

Une autre différence existe entre le u de la province de Brindisi qui devient i dans la province de Tarente. Par exemple:
- lu muloni dans la province de Brindisi
- lu miloni dans la province de Tarente sauf quelques villages tels que Sava, Mandurie, Avetrana.

Certains mots changent radicalement, par exemple pour dire mon père :
- ttànuma ou ttànema (zone brindisienne-tarentine septentrionale)
- sirma ou sièrma (zone brindisienne-tarentine méridionale).

Les différences ne s'arrêtent pas là ; il y a des différences également dans la conjugaison :
- quedda ŝtava à Brindisi, Lizzano et Mandurie
- quedda / quera ŝtia à Avetrana
- quedda / quera ŝtera à Sava
- quera ŝtava à Grottaglie, San Giorgio Jonico, Pulsano et Monteparano
- a mmei dans la province de Brindisi et la partie la plus orientale de la province de Tarente
- a mmeni à Fragagnano
- a mme' à Grottaglie e Pulsano
- a mmene à Monteparano
- loru fannu à Brindisi et Maruggio
- loru fàciunu à Lizzano, Pulsano, Sava et Monteparano.

## Caractéristiques propres
Souvent les verbes avec accent plat à l'infinitif sont tronqués quand ils ne sont pas liés à un complément d'objet :
- aller: sceri/sciri = scè/scì
- avoir: averi/aviri = avè/avì
- tenir: tineri/tiniri = tinè/tinì
- manger: mangiari/manciari = mangià/mancià.

Certains verbes qui ont l'accent plat en en italien sont utilisés sous deux formes, une qui conserve l'accent, l'autre qui le fait reculer d'une syllabe :
- cuire: cusìri/cusèri ou còsiri
- dormir: turmìri/turmèri, dòrmere/dòrmiri
- remplir: anchìri/anchièri ou ènchiri
- entendre: sentìri/sintèri ou séntiri
- voir: vitéri ou vètiri

L'auxiliaire avoir est souvent substitué par le verbe "tenir" : 
- pour dire "avoir faim", on préferera dire "tiniri/tineri fami", o anche "purtari fami".

Comme dans toutes les variantes du salentin, les verbes intransitifs utilisent l'auxiliaire avoir, au contraire de l'italien qui utilise l'auxiliaire être.
- ainsi, je suis allé à Brindisi ("io sono andato a Brindisi") sera "iu agghiu sciutu a Brindisi ou iu aggia/aggiu sciutu a Brindisi.
- le verbe avoir est aussi utilisé en substitution du verbe devoir: "aggia/u (f)fari risu cozzi e patani" signifie "je dois faire du riz, pommes de terre et moules" (devo fare riso patate e cozze) (plat typique de la traitiob brindisienne)".

### Noms communs

#### Pluriel des noms
Le pluriel des noms se forme en changeant la désinence en i.
- maison: casa, casi
- balle: palla, palli

Pour d'autres noms, on change de radical. Si la voyelle o est présente, elle devient u au pluriel
- couleuvre verte et jaune: scursoni, scursuni
- melon muloni, muluni
- mont: monti, munti

De nombreux noms forment un pluriel irrégulier, avec des désinences en uri (du neutre latine corpus pl. corpora):
- trullo: truddu, trodduri
- trou: bucu o busciu, bocuri
- coude: utu, oturi
- seau: sicchiu, sècchiuri

### Pronoms

#### Pronoms personnels sujets
- iu / ju (archaïque: jui; encore plus ancien: juni)
- tu / tui / tuni/tune
- iddu (m.), edda (f.)
- nui
- vui / ui
- loru / iddi

#### Pronoms démonstratifs
- celui-ci: quištu cuštu 'štu
- celle-ci: questa quista sta
- ceux-ci, celles-ci: quisti sti
- celui-là: cuddu quiddu curu quiru ddu
- celle-là: quedda quera dda
- ceux-là, celles-là: quiddi quiri ddi

### Adjectifs

#### Comparatif de supériorité
- 'cchiù + adjectif

ex. Cchiù granni (Plus grand)

##### Exxceptions
- buenu (bien) - megghiu (meilleur)

ex. Eti megghiu cu faci/fani cussini (C'est mieux que tu fasses comme cela)
- mali (mauvais) - pèsciu (pire)

ex. Ci faci/fani/fa cussìni eti pèsciu pi 'ttei

#### Adjectifs possessifs
| Masculin singulier - mia - tua - sua - nuestru / nuesciu/nueštru - vuestru / uesciu - loru Féminin singulier - mia/ mea - tua/ toa/ tova - sua/soa/sova - nostra / noscia/ noštra - vostra / voscia / oscia/voštra - loru | Masculin pluriel - mia - tua - sua - nuestri / nuesci/nueštri - vuestri / vuesci/vueštri - loru Féminin pluriel - mia - tua - sua - nuestri / nuesci/nueštri - vuestri / uesci/nueštri - loru |

Notons que les adjectifs sont invariables pour le genre des personnes au singulier et la dernière personne du pluriel.
Parfois, uniquement pour les mots qui indiquent la parenté, les adjectifs possessifs changent au singulier : ils ne se mettent pas avant le non, mais deviennent un suffixe :
- mio = -ma
- tuo = -da o -ta
- suo = -sa

Ainsi :
- tani/attani/siri = père / tanuma/ttanima/ttanma/sirma/sierma = mon père / tanuta/ttanita/ttanta/sirda/sierda = ton père / tanusa/sirsa/ttansa = son père
- cagnatu/canatu/canate = beau-frère / cagnatuma/canatuma/canatima/canatma = mon beau-frère / cagnatuta/canatuta/canatita/canatta = ton beau-frère / cagnatusa = son beau-frère.

## Verbes

### Verbe être (Essiri)
| persona          | Indicatif présent   | Imparfait                 | Parfait                  | Passé composé                                           |
| ---------------- | ------------------- | ------------------------- | ------------------------ | ------------------------------------------------------- |
| Iu / Ju/Iou      | so/su / sontu/suntu | era                       | fuei/fou                 | aggia statu / aggiu statu/agghiu štato                  |
| Tuni / Tui / Tu  | sinti               | jeri                      |                          | ha statu/ ha štato                                      |
| Iddu / Edda/Idda | eti/ete / je / è    | era                       | foi / fuè / fueu         | je statu / è statu/ è štato                             |
| Nui              | simu                | erumu                     | fuemmu/fummu             | amma stati / amu stati/mmu štati/mmu štato              |
| Vui / Ui         | siti                | eruvu / erubu/eriti/ervte | fuesti                   | ata / atu/avita/aviti stati/aviti štato                 |
| Loru / Iddi      | so/su / sontu/suntu | erunu                     | fuerunu / furunu / fuera | anna stati / onna stati / annu stati/onu štati/so štati |

### Verbe avoir (Aviri)
| persona         | Indicatif présent             | Imparfait    | Parfait                 | Passé composé                            |
| --------------- | ----------------------------- | ------------ | ----------------------- | ---------------------------------------- |
| Iu              | aggiu / agghiu / aggia        | aveva / avia | ebbi / ibbi / avivi     | aggia 'vutu / aggiu 'vutu / agghiu 'vutu |
| Tuni / Tui / Tu | ani / ai                      | avivi        | avisti                  | a 'vutu                                  |
| Iddu / Edda     | avi / ave / ai                | avia         | aviu                    | je/è 'vvutu                              |
| Nui             | avimu                         | aviumu       | ebbimu / ebbimu/ avemmu | amma 'vutu / ammu 'vutu                  |
| Vui / Ui        | aviti / aiti                  | aviuvu       | avisti                  | ata/aviti 'vutu/avit'avutu               |
| Loru / Iddi     | hannu / anna / onnu / aggiunu | aviunu       | ebburu                  | onn'avutu / ann'avutu                    |

### Verbe aller (Sciri)
| persona         | Indicatif présent        | Imparfait              | Parfait                                        | Passé composé                               |
| --------------- | ------------------------ | ---------------------- | ---------------------------------------------- | ------------------------------------------- |
| Iu              | vou / vao / au / ou/voco | sceva / scia           | sciu / scivi / scii                            | aggia sciutu / aggiu sciutu / agghiu sciutu |
| Tuni / Tui / Tu | vani / vai / ai/         | scivi                  | scisti                                         | a sciutu                                    |
| Iddu / Edda     | va / vai / ai/vvè        | sceva / scia           | sciu / scì/scio                                | è sciutu / je sciutu                        |
| Nui             | sciamu                   | sciumu                 | scemmu                                         | ammu sciuti/ammu sciuto / amma sciuti       |
| Vui / Ui        | sciati/sciate            | sciuvu /scevvu/ sciupu | scevvu / scistupu / scistuvu / scistivu/sciste | ata sciuti/avutu sciuti                     |
| Loru / Iddi     | vannu / onnu /annu/vonu  | sciunu/scevunu         | scerunu / sciunu / scera                       | anna sciuti / onna sciuti/onu sciuti        |

### Verbe faire (Fari)
| persona         | Indicatif présent | Imparfait               | Parfait                           | Passé composé                   |
| --------------- | ----------------- | ----------------------- | --------------------------------- | ------------------------------- |
| Iu              | fazzu             | facia / faceva          | figgi/feci/faciu/facivi           | aggiu fattu /aggia fattu        |
| Tuni / Tui / Tu | faci / fani       | facivi                  | facisti                           | a fattu                         |
| Iddu / Edda     | faci/face         | facia / faceva          | feggi/feci                        | je fattu / è fattu              |
| Nui             | facimu            | faciumu/facemmu         | facemmu                           | amu fattu / amu fattu           |
| Vui / Ui        | faciti            | faciuvu/facisti/facevvu | facistivu / facistuvu/ facisti    | atu fattu                       |
| Loru / Iddi     | fannu/fàciunu     | facìunu/facevunu        | feggira / fecira / feceru/ facera | annu fattu/onnu fattu/onu fattu |

### Verbe pouvoir (Puteri)
| persona         | Indicatif présent | Imparfait        | Parfait               | Passé composé          |
| --------------- | ----------------- | ---------------- | --------------------- | ---------------------- |
| Iu              | pozzu             | putia            | puezzi                | aggia/agghiu pututu    |
| Tuni / Tui / Tu | puei / puè        | putivi           | putisti               | a pututu               |
| Iddu / Edda     | pò/pòti           | putia            | putetti / potti       | je pututu / è pututu   |
| Nui             | putimu            | putiumu          | putemmu               | amma pututu            |
| Vui / Ui        | putiti            | putiuvu/ putevvu | putiŝtivu / putiŝtuvu | ata/aviti pututu       |
| Loru / Iddi     | ponnu             | putiunu          | putera                | anna /onna/ onu pututu |

### Gérondif
Le gérondif change beaucoup d'une zone à l'autre. Dans les villages les plus près de Tarente (Pulsano, Leporano, San Giorgio Jonico, Monteparano, Faggiano et Roccaforzata), "je dis" est "Iu ŝtoc'a ddico/u", alors que "j'étais en train de dire" est "Iu ŝtè ddiceva". En revanche à Fragagnano et Lizzano, on dira "iu ŝtè/ŝtà ddicu" et "iu ŝtè/ŝtà dicìa".